# Oroszország Kiváló Művésze

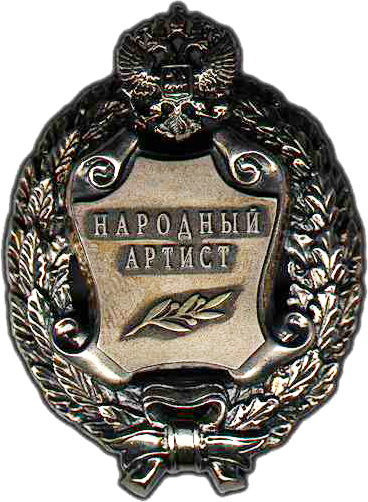
Oroszország Kiváló Művésze

Oroszország Kiváló Művésze pontosabban: Az Oroszországi Föderáció Kiváló Művésze (oroszul: Народный артист Российской Федерации) magas kitüntető címet, az Oroszországi Föderációban a színház-, a zene-, cirkusz-, varieté- és filmművészet terén elért kiemelkedő eredményekért adományozzák. Az Oroszországi Föderáció állami díjazási rendszerének része.
Az Oroszország Kiváló Művésze címet szokták adományozni az orosz művészek, koreográfusok, karmesterek, drámaírók, zeneszerzők, rendezők, karnagyok, zeneművészet, hogy olyan, az állami képek, zene, cirkusz és koncert programok, színházi és filmes szerepek és teljesítik azokat, akik kiemelkedően hozzájárultak az országos művészeti kultúra fejlesztéséhez és megőrzéséhez, megalakult a fiatalabb generáció a művészek és a kapott állami elismerést és szakmai közösség.